# デビルシャドー
『デビルシャドー』は、KBS京都、TVK、チバテレビ、三重テレビが共同で制作した全12話の特撮テレビドラマ。2009年10月9日からはファミリー劇場での再放送も行われた。

## 放送期間
- KBS：2007年1月8日 - 3月26日 毎週月曜日22:30 - 23:00
- TVK：2007年1月12日 - 3月30日 毎週金曜日 21:00 - 21:30
- チバテレビ：2007年1月7日 - 3月25日 毎週日曜日 22:30 - 23:00
- 三重テレビ：2007年1月12日 - 3月30日 毎週金曜日 23:30 - 24:00

## スタッフ
- 企画：衣川仲人
- 監督：藤原健一（1-6話）、石川二郎（7-12話）
- 脚本：藤原健一、石川二郎
- プロデューサー：山下泰愛（TVK）、青柳洋治（チバテレビ）、菅野利郎（三重テレビ）、寺西正己（ムービーキング）
- 撮影：田宮健彦
- 照明：中村拓
- 音楽：VANA
- エンディングテーマ ：「リップグロス」（作詞・歌：伊藤サチコ、作曲：竹沢好隆）
- 制作協力：フィルムワークス、ムービーキング

## キャスト
- 神崎澪：阿井莉沙
- 切人俊司：笠原紳司
- 榊拓海：津田寛治
- 神崎那美：大西結花
- 森岡涼子：川合千春
- 重岡辰巳：大和啄也
- 神崎源三：野上正義
- 鬼頭真澄：渡辺健
- 氷室水穂：藤岡範子
- 氷室沙耶：吉沢キヨ

## 放送リスト
1. 選ばれし者
2. 薔薇十字団
3. 最強の戦士
4. 魔神剣
5. 覚醒
6. 思念の扉
7. 疑念の森
8. 森の精霊
9. 悪魔の遺伝子
10. 存在の証明
11. 天使の反乱
12. 最後の聖戦